# بل ایکس-۵
بل ایکس-۵ (به انگلیسی: Bell X-5) یک هواپیمای آزمایشی بود که قادر بود وسعت بال‌هایش را در حال پرواز تغییر دهد. این هواپیما از هواپیمای پی-۱۱۰۱ ساخت کمپانی مسراشمیت آلمان نازی در زمان جنگ جهانی دوم الهام گرفته بود.